# Harvey (Iowa)
Harvey es una ciudad ubicada en el condado de Marion en el estado estadounidense de Iowa. En el Censo de 2010 tenía una población de 235 habitantes y una densidad poblacional de 134,02 personas por km².

## Geografía
Harvey se encuentra ubicada en las coordenadas 41°19′5″N 92°55′22″O / 41.31806, -92.92278. Según la Oficina del Censo de los Estados Unidos, Harvey tiene una superficie total de 1.75 km², de la cual 1.75 km² corresponden a tierra firme y (0%) 0 km² es agua.

## Demografía
Según el censo de 2010, había 235 personas residiendo en Harvey. La densidad de población era de 134,02 hab./km². De los 235 habitantes, Harvey estaba compuesto por el 97.45% blancos, el 0% eran afroamericanos, el 0.43% eran amerindios, el 1.28% eran asiáticos, el 0% eran isleños del Pacífico, el 0.85% eran de otras razas y el 0% pertenecían a dos o más razas. Del total de la población el 0.85% eran hispanos o latinos de cualquier raza.